# Дом Димаксион

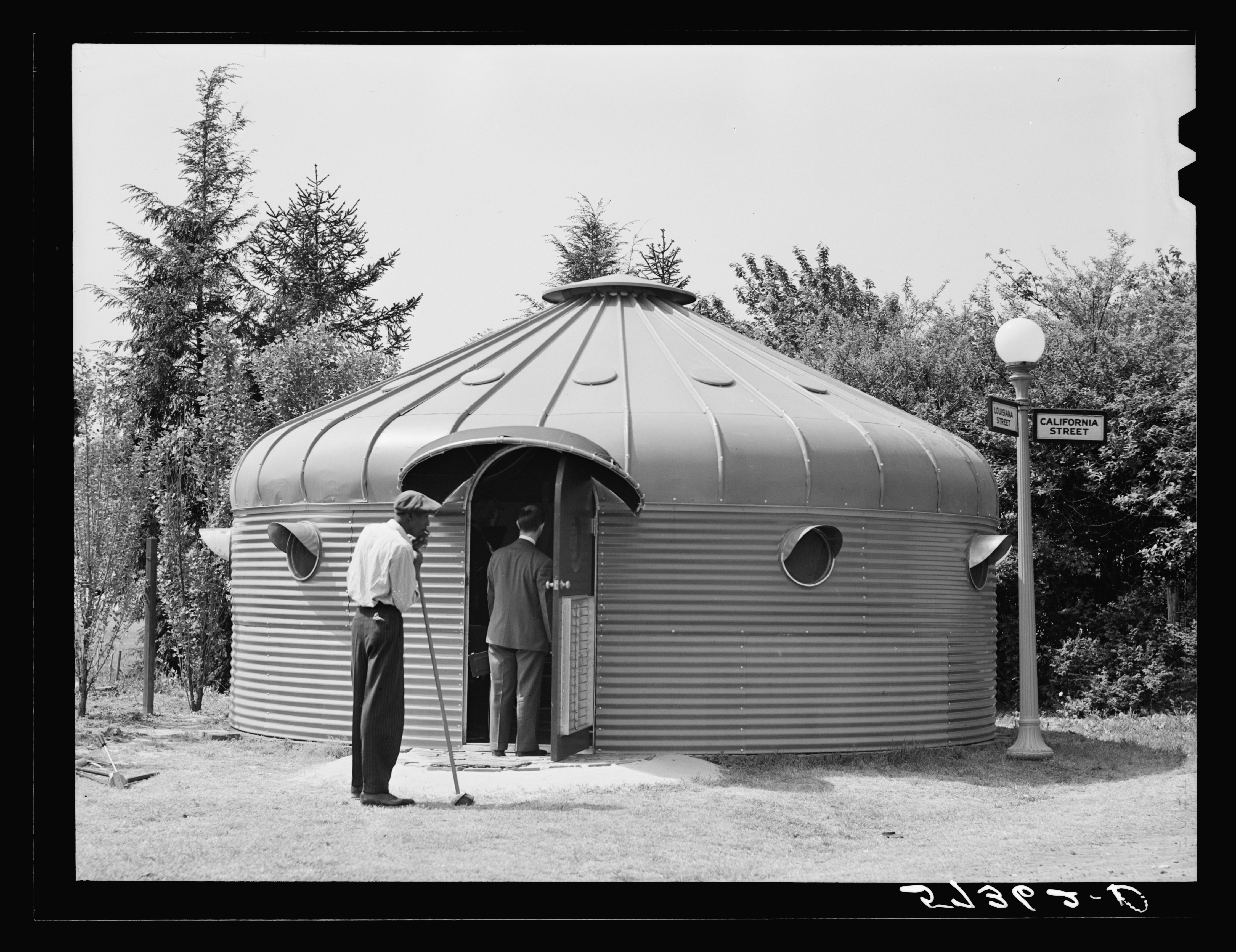
Дом Димаксион

Дом Димаксион был разработан изобретателем и архитектором Бакминстером Фуллером в попытке улучшить некоторые слабые места существующего домостроения. Было несколько версий в разное время, но все они были фабричным набором, собираемым на месте и предназначенным для любой точки мира с эффективным использованием ресурсов. Дизайн предусматривал лёгкую транспортировку и сборку.
Слово Димаксион — это торговая марка Фуллера для нескольких изобретений.

## История
…закончен в 1930 г. и был пересмотрен в 1945 г., хотя разработки начались в 1928 г. Фуллер хотел добиться массового производства душевых [ванных комнат] и домов. Первый дизайн Димаксиона опирался на зернохранилище. Во время второй мировой войны американская армия поручила Фуллеру послать такие дома в Персидский залив. 
Первой системой с описанным Фуллером «эффектом купола» была силосная башня из Сибири. Множество опытов с куполами подтверждали, что такая конструкция «вызывает» местный вертикальный вихревой поток, который тянет свежий воздух внутрь, если верно устроена вентиляция (одна отдушина сверху и несколько боковых). Фуллер включил эту идею в свой пакет.
В окончательном варианте дома Димаксион была центральная распорка из нержавеющей стали на единственном основании. Вниз с этой распорки шли «спицы» [как на колесе велосипеда], поддерживающие крышу. А «лучи», направленные вовне, опирались на пол. Алюминиевые [листового металла] вентиляторы с лопастями клиновидной формы должны быть установлены на крыше, включая самую верхнюю точку и в полу. Каждая деталь собирается на земле, а потом поднимается лебёдкой на распорку. Такой проект был первой осознанной попыткой создания автономного жилья в XX веке.
Такой прототип предлагал мобильный туалет, водяной резервуар и вентилятор для крыши, движимый конвекционным потоком. Это было решением для мест, где часто бывают штормы и бури: океанских островов с умеренным климатом и великих равнин Америки и Евразии. В современных домах, прачечных, душевых и туалетах — везде, где нужна вода вместе с питьём, готовкой и мытьём посуды потребляется меньше 20 л в сутки. Дом Димаксион позволяет снизить потребление воды благодаря новой водяной системе, транспортабельному туалету и эффективным очистителям.

## Действующий дом Димаксион
Были созданы два образца — один для павильона [Barwise] и другой для полевых испытаний [Danbury]. Домов Димаксион, построенных в соответствии с идеями Фуллера и предназначенных для проживания не было построено. Один [алюминиевый] из двух образцов купил изобретатель Вильям Грэм [William Graham] как утиль вместе с разносортными неиспользуемыми элементами после провала проекта. В 1948 г. Грэм создал гибридную версию дома Димаксион для своей семьи, где они жили в 70-е. Он построил круглый дом рядом с озером без вентиляции и остальных внутренних "штук". В этом доме жили 30 лет, но в качестве дополнения к ранчо, а не самостоятельного жилища, как предполагал Фуллер. В 1990 г. семья Грэм передала этот дом вместе со всеми компонентами в музей Генри Форда. Потребовалось много труда, чтобы максимально сохранить уникальные части и системы и восстановить прежний вид по оставшимся документам. Он был собран и установлен в залах музея Форда для полного обозрения в 2001 г.
С тех пор не было значительных идей по теме "внутренняя дождевая канализация", а некоторые элементы этой системы были удалены из выставленного образца. Крыша была сделана для сбора осадков внутрь по особым каналам в цистерну, эта идея лучше "преодоления трудностей" через водоотталкивающую кровлю.
Ещё был безводный транспортабельный туалет, который искусно собирал и направлял отходы жизнедеятельности для дальнейшего компостирования. Но в ходе дальнейших разработок транспортабельный туалет был заменён обычной септической системой из-за отсутствия упаковочного пластика [в достаточном количестве]. Другие нововведения были рекламными ходами, особенно нагревательная система и система пассивного воздушного охлаждения на основе "эффекта купола".
Домовладельцы значительно изменённой версии говорили, что принимать ванну было большим наслаждением. Особенно нравились детям "водные бои", потому что "ощущали себя полностью защищёнными, пока были соединены водой". Ванна состояла из двух чеканных медных пузырей, устроенных как четыре вложенных фрагмента. Нижняя часть была полностью оловянной [сплав сурьмы], а верхняя половина — окрашенной. У каждого пузыря был дренаж. Все области имели радиус закруглений более 10 см для удобства санитарной обработки. Туалет, душ, ванна и раковина были частями взаимосвязанной системы. Внутри одного "пузыря" была особо экономичная ванна и душ, достаточный для мытья детей в полный рост, но шириной всего 40 см. По левую сторону от входа к ванной вмонтированы краны. Другой "пузырь" в ванной соединён с туалетом и раковиной. Проветривает ванную большой и тихий вентилятор под главной раковиной, который уносит запахи прочь. Пластиковые наборы для ванной появились в 80-е.
Большие окна по окружности и внешняя оболочка очень нравятся детям, которые ползают по подоконнику и дёргают за "спицы".

## Критика
Главным аргументом против является допущенный "шаблон, подходящий всем и всегда", который полностью игнорирует местные условия и архитектурные стили. А также использование дорогих материалов вроде алюминия вместо глины или кирпичей. Фуллер выбрал алюминий за его лёгкость, прочность и долговечность — весомые факторы, компенсирующие его дороговизну. Выбор алюминия также логичен, если дома производить на авиастроительных заводах, поскольку вторая мировая война закончилась, освободив значительные производственные мощности. Также был другой проект Фуллера во время второй мировой войны — "Дом Уичита" [Wichita House] — доступное жильё для всех. Этот проект продолжал развивать технологическую сторону после Дома Димаксион, используя круг как основу вместо шестигранника. Реакция публики была более чем позитивной, однако он не пошёл в промышленное производство. Фуллер, как убеждённый перфекционист, понимал, что может усовершенствовать концепт и был разочарован прототипом. Он отказался от производства, запретив незаконченному продукту выйти в массы.